# Przełęcz pod Wawrzyniakiem
Przełęcz pod Wawrzyniakiem – przełęcz na wysokości 568 m n.p.m., w Sudetach Środkowych, w Górach Wałbrzyskich.
Przełęcz położona jest na terenie Parku Krajobrazowego Sudetów Wałbrzyskich na południe od miejscowości Jedlina-Zdrój, w południowo-wschodniej części pasma.
Stanowi rozległe siodłowate wcięcie o niesymetrycznych i dość stromych zboczach i podejściach. Przełęcz rozdziela wzniesienie Wawrzyniaka (668 m n.p.m.) od Sajdaka (586 m n.p.m.). Cały obszar przełęczy porośnięty jest lasem regla dolnego. Około 80 m od przełęczy pod zachodnim zboczem góry Sajdak usytuowany jest tunel na trasie kolejowej Wałbrzych – Kłodzko.

## Turystyka
Przez przełęcz prowadzą szlaki turystyczne:
- – czerwony fragment Głównego Szlaku Sudeckiego prowadzący z Jedliny-Zdroju do Sokołowska i dalej.
- z Jedliny zdrój do Głuszycy i dalej[1]